# Albańska Żandarmeria (1941–1944)
Albańska Żandarmeria 1941-1944 – ochotnicza kolaboracyjna formacja zbrojna złożona z Albańczyków w okupowanym Kosowie podczas II wojny światowej
Albańska Żandarmeria została utworzona przez Niemców w 1941 r. w Kosowie. Początkowo była odrębną formacją od żandarmerii istniejącej w Albanii. Jej dowództwo mieściło się w Kosovskiej Mitrovicy. Rekrutowała się spośród muzułmańskich Albańczyków mieszkających na obszarze Kosowa, którzy częściowo wchodzili w skład oddziałów lokalnych milicji zwanych Vulnetari (Ochotnicy). Na początku formacja liczyła ponad 1 tys. ludzi. Zajmowała się głównie zwalczaniem serbskiej ludności cywilnej w Kosowie, dokonując wielu zbrodni. Po ogłoszeniu zawieszenia broni przez Włochy i zajęciu Albanii przez wojska niemieckie we wrześniu 1943 r., jednostki albańskiej żandarmerii na polecenie Xhafera Devy, ministra spraw wewnętrznych Wielkiej Albanii, zostały w grudniu przerzucone do Tirany. Tam zostały połączone z miejscową albańską żandarmerią, tworząc jednolitą formację zbrojną, liczącą ok. 2400 ludzi. Na jej czele stanął formalnie albański generał Prenk Pervizi. Reorganizacja odbywała się pod nadzorem wyższego dowódcy SS i policji SS-Gruppenführera Josefa Fitzhuma. Żandarmeria dalej przeprowadzała pogromy wśród kosowskich Serbów i wspomagała Niemców w zwalczaniu partyzantki. W 1944 r. większość żandarmów zasiliła nowo formowaną 21 Dywizję Górską SS "Skanderbeg".